# Kukirango
Kukirango è una circoscrizione mista (mixed ward) della Tanzania situata nel distretto di Butiama, regione del Mara. Conta una popolazione di 24 501 abitanti (censimento 2012).